# Гельмут Вільберг
Гельмут Вільберг (нім. Helmuth Wilberg; 1 червня 1880, Берлін — 20 листопада 1941, Дрезден) — німецький офіцер, генерал авіації.

## Біографія
Наполовину єврей. 18 квітня 1899 року вступив в 80-й фузілерний полк. 15 вересня 1910 року отримав ліцензію льотчика. Закінчив Військову академію (1913). З 1 жовтня 1913 року — ад'ютант інспекції ВПС. Учасник Першої світової війни, з 2 серпня 1914 року — командир 11-го польового авіазагону, з 27 липня 1915 року — командувач авіацією 4-ї армії. Після демобілізації армії залишений в рейхсвері, з грудня 1918 року служив в прусському, з 1 жовтня 1919 року — в Імперському військовому міністерстві. 1 жовтня 1927 року переведений в штаб 18-го піхотного полку, а 1 лютого 1928 року очолив батальйон. З 1 жовтня 1929 року — комендант фортеці Бреслау. 30 листопада 1932 року вийшов у відставку. 1 жовтня 1934 року вступив в люфтваффе і призначений начальником відділу Імперського міністерства авіації. З 1 квітня 1936 року — начальник Вищої школи люфтваффе. 1 жовтня 1937 року очолив спеціальний штаб W (здійснював постачання легіону «Кондор»). 31 березня 1938 року вийшов у відставку, але 26 серпня 1939 року був призваний на службу і призначений вищим керівником навчальних закладів 4-го військового округу. Загинув в авіакатастрофі.

## Звання
- Фенріх (18 квітня 1899)
- Лейтенант (27 січня 1900)
- Оберлейтенант (18 жовтня 1909)
- Гауптман (1 жовтня 1913)
- Майор (1 червня 1921)
- Оберстлейтенант (1 квітня 1927)
- Оберст (1 жовтня 1929)
- Генерал-майор (1 жовтня 1932)
- Генерал-лейтенант запасу (1 грудня 1935)
- Генерал-лейтенант (1 квітня 1936)
- Генерал авіації запасу (31 березня 1938)
- Генерал авіації (1 вересня 1940)

## Нагороди
- Нагрудний знак військового пілота (Пруссія)
- Орден Корони (Пруссія) 4-го класу
- Залізний хрест 2-го і 1-го класу
- Королівський орден дому Гогенцоллернів, лицарський хрест з мечами
- Орден «За заслуги» (Баварія) 4-го класу з мечами
- Хрест «За військові заслуги» (Мекленбург-Шверін) 2-го класу
- Хрест «За заслуги у війні» (Мекленбург-Стреліц) 2-го класу
- Нагрудний знак польового пілота (Австро-Угорщина)
- Хрест «За військові заслуги» (Австро-Угорщина) 3-го класу з військовою відзнакою
- Галліполійська зірка (Османська імперія)
- Нагрудний знак пілота-спостерігача (Болгарія)
- Орден «За хоробрість» 4-го ступеня, 2-й клас (Третє Болгарське царство)
- Пам'ятний знак пілота (Пруссія)
- Хрест «За вислугу років» (Пруссія)
- Почесний хрест ветерана війни з мечами
- Медаль «За вислугу років у Вермахті» 4-го, 3-го, 2-го і 1-го класу (25 років)
- Нагрудний знак спостерігача